# Калишки окръг
Калишки окръг (на полски: Powiat kaliski) е окръг в Централна Полша, Великополско войводство. Заема площ от 1159,99 км2. Административен център е град Калиш, който не е част от окръга.

## География
Окръгът се намира в историческия регион Великополша. Разположен е в източната част на войводството.

## Население
Населението на окръга възлиза на 82 323 души (2012 г.). Гъстотата е 71 души/км2.

## Административно деление
Административно окръгът е разделен на 11 общини.
Градско-селска община:
- Община Ставишин

Селски общини:
- Община Бжежини
- Община Близанов
- Община Велке Годжеше
- Община Желязков
- Община Кожминек
- Община Лисков
- Община Мичелин
- Община Опатовек
- Община Цеков-Кольоня
- Община Шчитники

## Галерия
- Ставишин
- Опатовек